# Aspidogyne utriculata
Aspidogyne utriculata är en orkidéart som först beskrevs av Robert Louis Dressler, och fick sitt nu gällande namn av Dariusz Lucjan Szlachetko. Aspidogyne utriculata ingår i släktet Aspidogyne och familjen orkidéer.
Artens utbredningsområde är Costa Rica. Inga underarter finns listade i Catalogue of Life.